# Adolphe Wansart

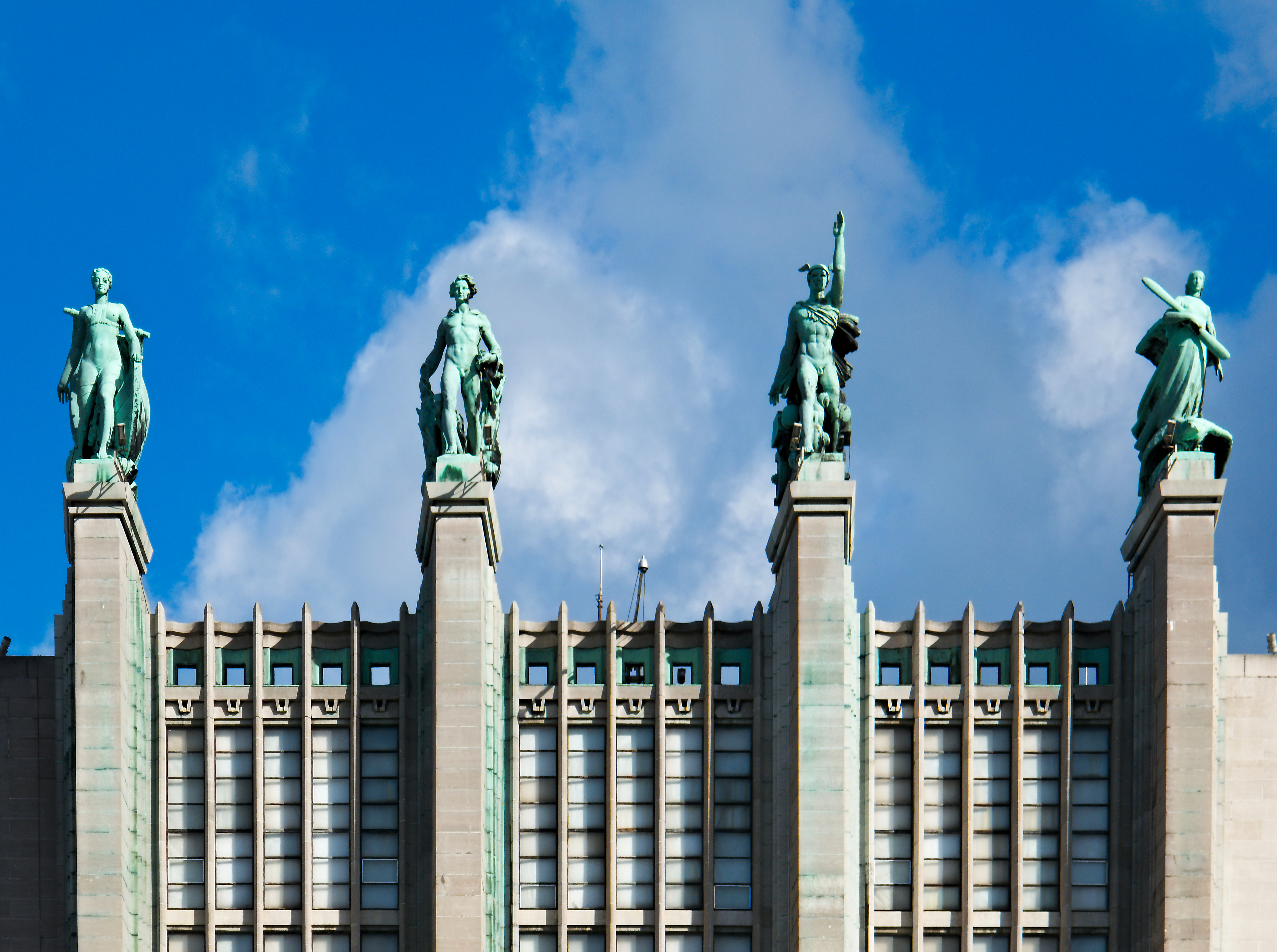
Bekroning van het Grand Palais, dat werd gebouwd voor de wereldtentoonstelling van 1935, met vier allegorische beelden naar het vervoer van die tijd: Zeevaart (Adolphe Wansart), Paardenkracht (Jacques Marin), Spoorwegen (Marnix D'Haveloose) en Luchtvaart (Ernest Wijnants)

Adolphe Louis Guillaume Wansart (Verviers, 18 oktober 1873 – Brussel, 3 oktober 1954) was een Belgisch kunstschilder, beeldhouwer en medailleur.

## Leven en werk
Adolphe Wansart was een zoon van brigadier Henri Guillaume Wansart en Henriette Marie Augustine Frazier. Hij werd opgeleid aan de Academie van Luik. Vader Wansart, inmiddels gepensioneerd, zag de potentie van zijn zoon en besloot met het gezin naar Brussel te verhuizen, zodat zijn daar verder kon studeren. Adolphe werd leerling van Jan Frans Portaels aan de Koninklijke Academie voor Schone Kunsten van Brussel. Wansart debuteerde als schilder op de Salon van Brussel in 1893. Hij ontving dat jaar de Godecharleprijs voor zijn tekening Dwalende zielen. Hij vestigde zich in Ukkel.
Vanaf 1897 werkte Wansart op het atelier van Charles Van der Stappen aan de Brusselse Academie en ging hij zich meer op de beeldhouwkunst richten, al bleef hij daarnaast tekenen en schilderen. Hij beeldhouwde onder meer bustes, gedenktekens, grafmonumenten, penningen  en reliëfs. Henri Kerels komt in zijn monografie over Wansart op een totaal van 85 werken: "68 monumenten, composities en portretten, 13 medailles en 4 dinanderies." Wansart maakte een aantal beelden van zijn vrouw, de kunstenares Lucie Desmet (1873-1943), die hij aan de Brusselse Academie had leren kennen. Naar aanleiding van de buste van haar die hij in 1925 op de Driejaarlijkse Tentoonstelling in Gent toonde, schreef kunstcriticus Leo Van Puyvelde over Wansart "wiens sterk Portret van zijn vrouw een prachtig voorbeeld is van modern gevoel voor het volumen met vaste vlakken en groote lijnen, zonder al te groote afwijking van de natuur of al te enge aanhanging van de werkelijkheid". De kunstenaar vestigde zich in 1927 met zijn vrouw en zoon Eric Wansart in Rueil-Malmaison, bij Parijs, hij hield daarnaast het atelier in Ukkel aan. Ontwerpen deed hij vooral in Frankrijk, uitvoeren in België. Zijn grootste werken maakte hij voor de stad Luik: het breedste werk is het 24 meter lange reliëf Luik, Kunsten en Wetenschappen voor de entree van het Feestpaleis, dat werd gebouwd voor een internationale tentoonstelling voor watertechnologie in 1939. Het is een allegorische voorstelling van de stad, met haar industrieel en cultureel verleden. Hij maakte ook een zes meter hoge ridder met schild en zwaard (1948-1950), uitgevoerd in blauwe steen. De ridder symboliseert de Bourgondisch tijd, een van de vier tijdperken die worden verbeeld aan weerszijden van de Luikse Pont des Arches.  
Wansart overleed op 80-jarige leeftijd leeftijd. In Ukkel werd een laan naar hem vernoemd.

## Enkele werken
- 1908 buste van de schilder Pierre Scoupreman.
- 1910 buste van mijn vrouw met haar hoed op (Buste de ma femme au chappeau), collectie Museum voor Schone Kunsten in Gent.[10]
- 1925 buste van prof. Ricardo Aznar Cassanova, uitgevoerd in granito.
- 1926 penning ter herinnering aan de Franse dichter Emile Verhaeren (1855-1916).
- 1926 grafmonument voor docteur Caty in Jemappes.
- 1927 monument voor beeldhouwerJean Del Cour in Hamoir.
- 1929 buste van schilder Amédée Lynen, uitgevoerd in cement.
- 1930 buste van schilder Claude Lyr, uitgevoerd in brons en in granito.
- 1930 reliëf voor de suikerfabriek in Tienen.
- 1932 buste van de schrijver André Baillon (1875-1932), collectie Koninklijk Museum voor Moderne Kunst in Brussel (brons) en collectie Archief en Museum voor het Vlaamse Cultuurleven in Antwerpen (granito). Wansart toonde het werk op de Belgische tentoonstelling in het Van Abbemuseum in 1934. Op het graf van de schrijfe
- 1933 standbeeld van Pieter Bruegel de Oude, getoond op de wereldtentoonstelling van 1935. De geplande plaatsing in Brussel is, mede in verband met het uitbreken van de Tweede Wereldoorlog nooit gerealiseerd.[8]
- 1934 De Zeevaart voor het Eeuwfeestpaleis of Grand Palais in Brussel.
- 1935 penning 100-jarig bestaan van de Belgische Vereniging voor Bibliofielen. Atelier: Fisch.
- 1935 penning Noord-Zuidverbinding.
- 1936 penning met portret van Desiderius Erasmus. Het portret werd in 1987 gebruikt voor een nieuwe penning ter gelegenheid van de restauratie van het Erasmushuis in Anderlecht.
- 1936 monument voor componist Guillaume Lekeu in Verviers.
- 1938 reliëfportret van de schrijver André Baillon (1875-1932), voor diens graf op de begraafplaats Marly-le-Roi.
- 1938 jaarmedaille van de Société Royale Les Amis de la Médaille d'Art
- 1939 reliëf Luik, Kunsten en Wetenschappen (Liège, l'art et l'industrie) voor de entree van het Feestpaleis in Luik.
- 1939 standbeeld van historicus Henri Pirenne, Braziliëlaan, Brussel. In samenwerking met architect Albert Duesberg.
- 1940 penning 3e eeuwfeest Peter Paul Rubens. Atelier: Fisch-Fonson.
- 1942 buste van Fernand Crommelinck, collecie Koninklijk Museum voor Schone Kunsten Antwerpen.
- 1944 Sint-Hubertus, drie meter hoog beeld in blauwe steen, kerk van Laken.
- 1946 grafmonument voor Fernand Arbelot (1880-1942), directeur van de Westminster Foreign Bank Ltd, op Cimetière du Père-Lachaise in Parijs.
- 1948-1950 Het Bourgondisch tijdperk (L'Époque bourguignonne) voor de Pont des Arches in Luik.
- 1954 buste van baron Pierre Paulus de Châtelet (1881-1959), Pierre Pauluspark, Sint-Gillis.
- 1958 plaquette ter herinnering aan de initiatiefnemers van de Noord-Zuidverbinding, op het station Brussel-Zuid. Postuum geplaatst.

## Fotogalerij

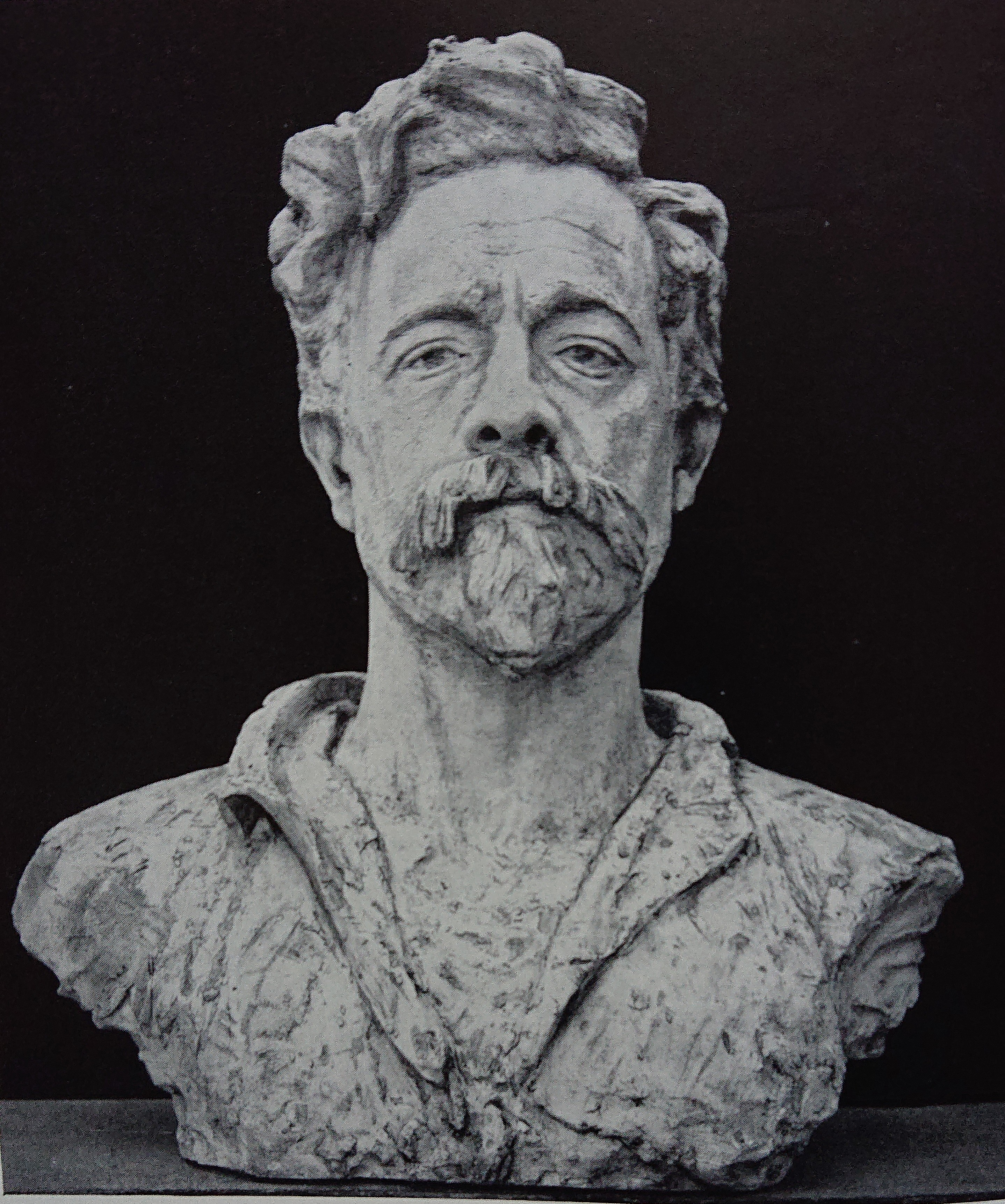
Pierre Scoupreman (1908)
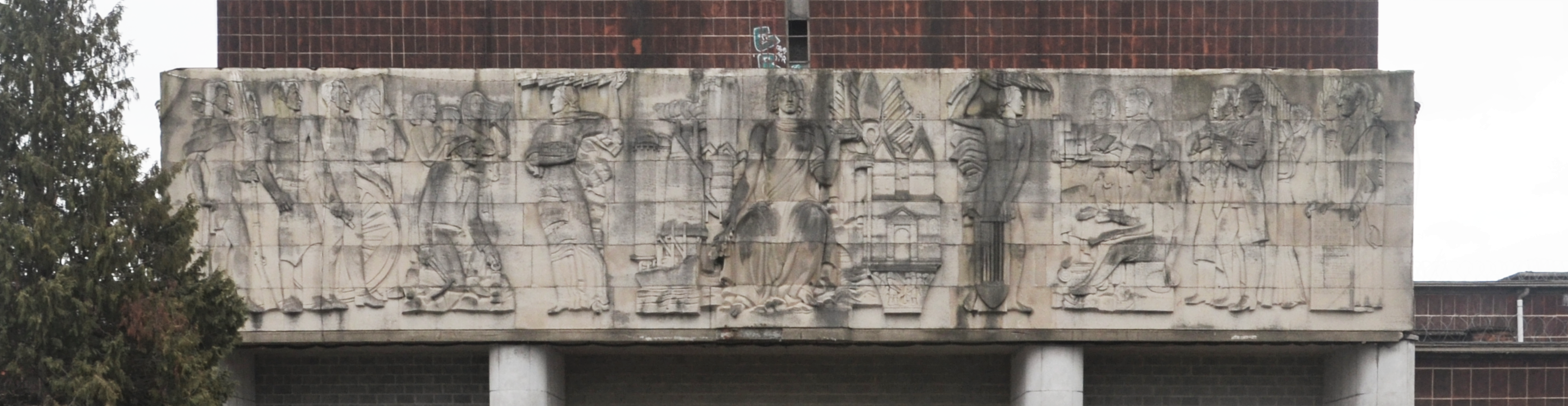
Luik, Kunsten en Wetenschappen (1939), Luik
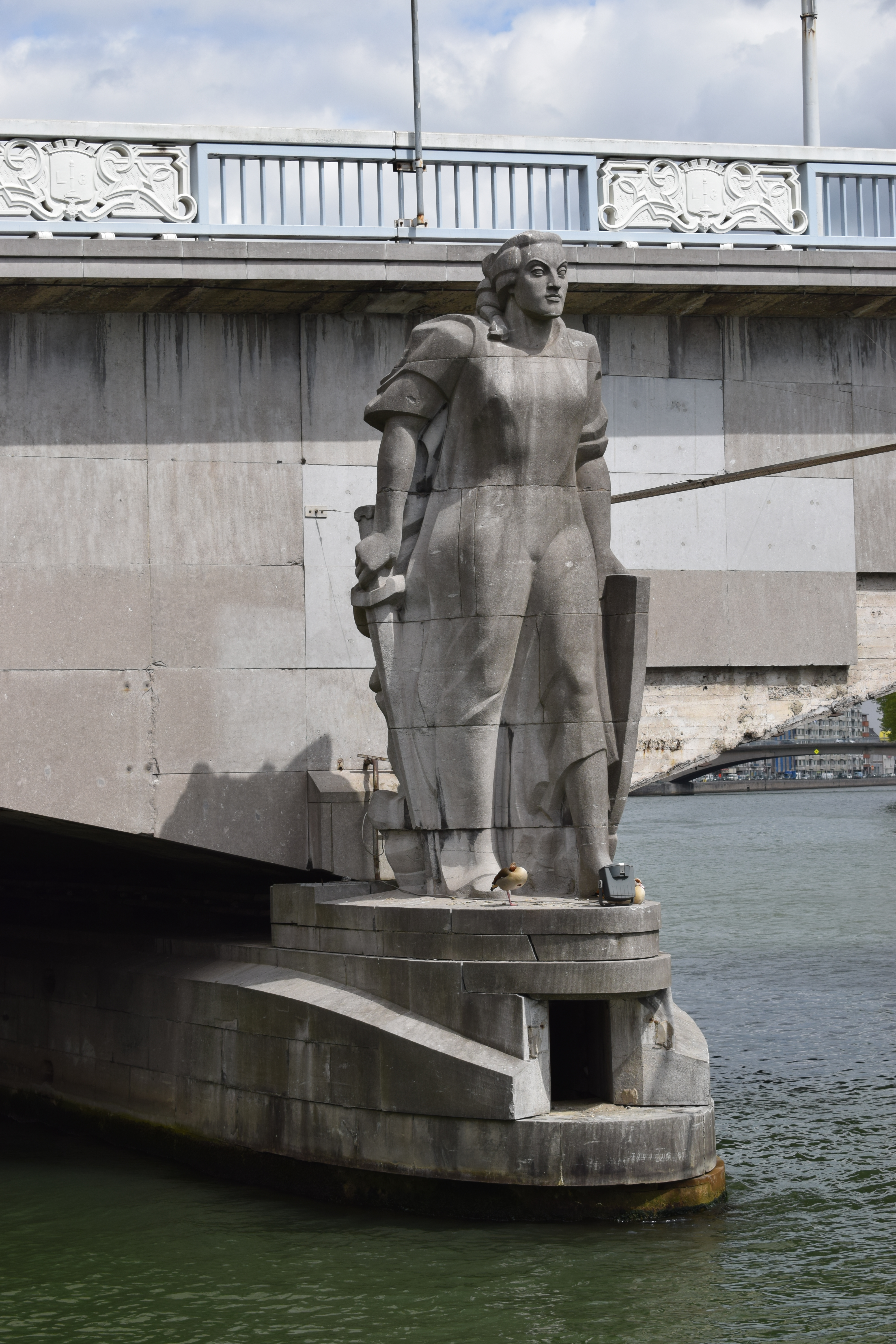
Het Bourgonisch tijdperk (1948), Luik.
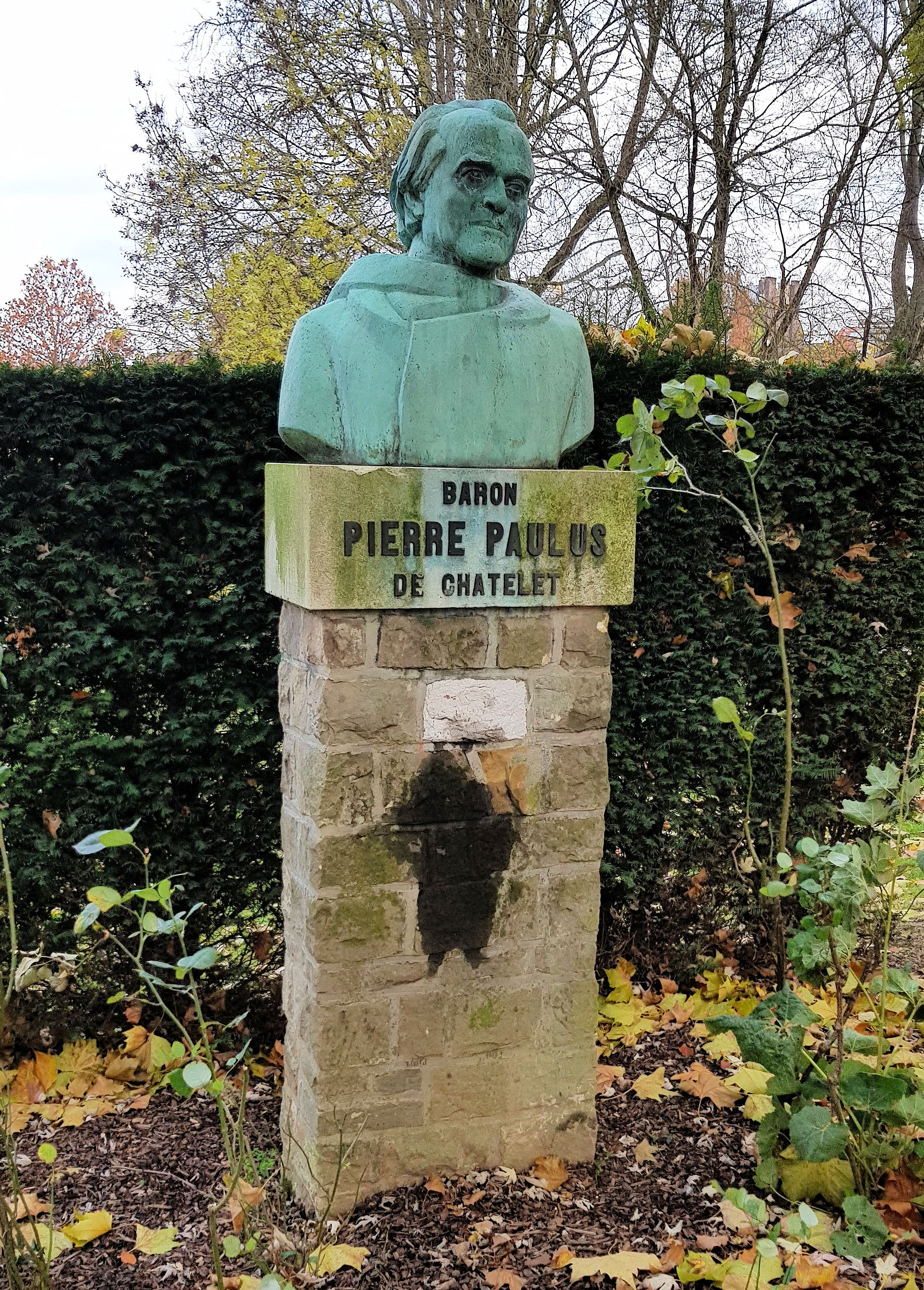
Pierre Paulus de Châtelet (1954), Sint-Gillis
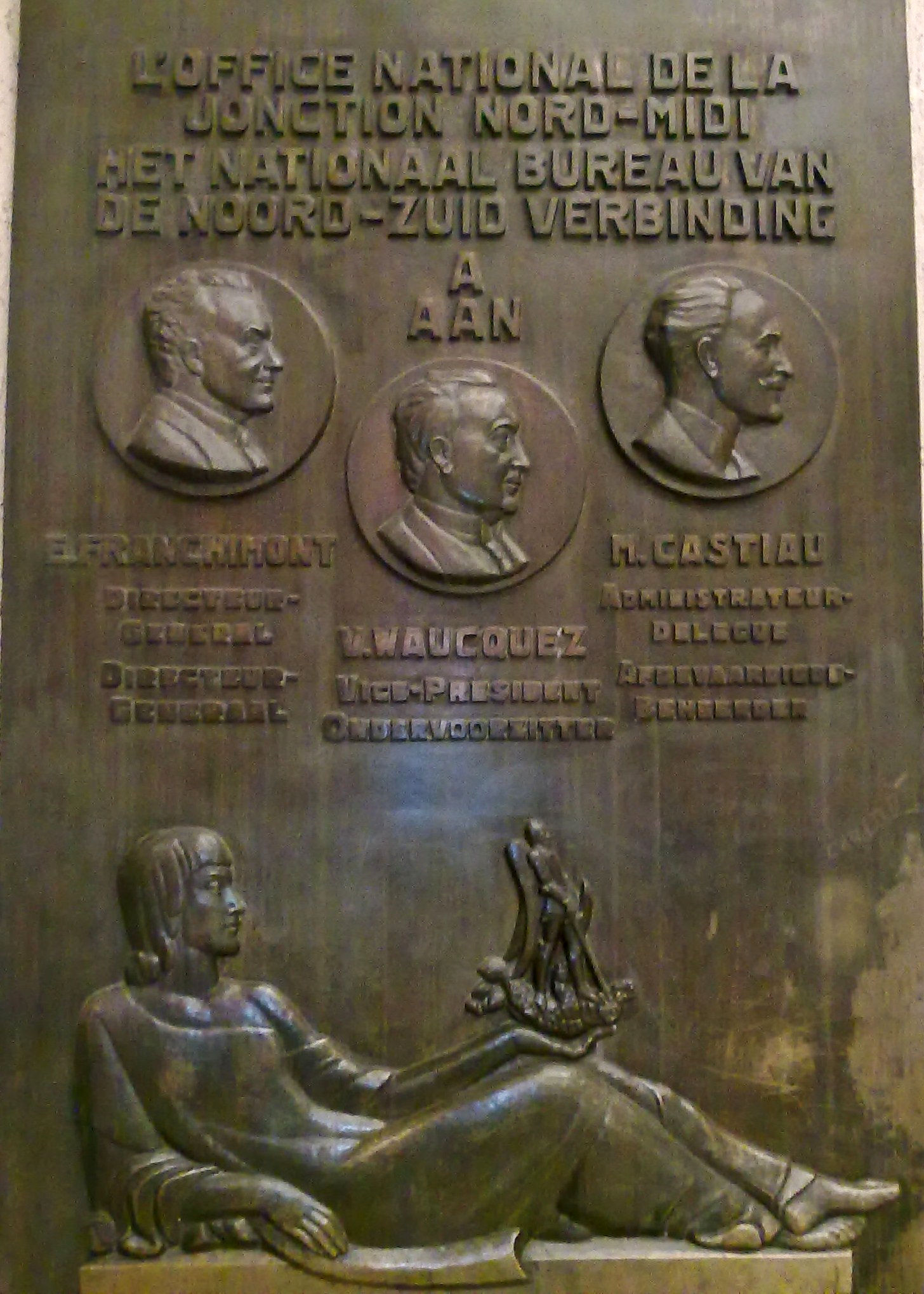
plaquette Noord-Zuidverbinding (1958), Brussel
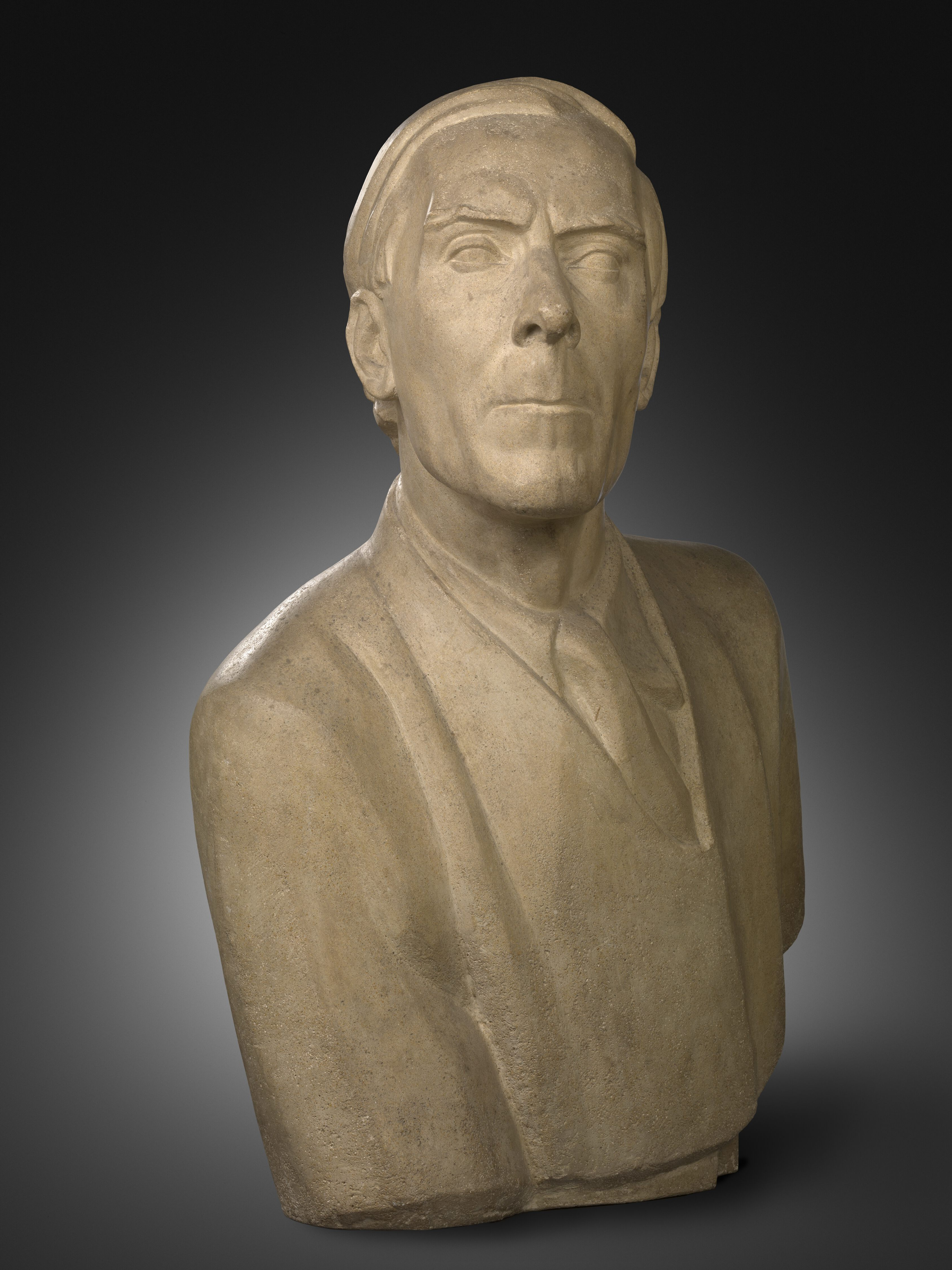
Buste Fernand Crommelynck (Collectie: KMSKA)